# Ealhswith
Ealhswith est une princesse anglo-saxonne morte le 5 décembre 902. Elle est l'épouse du roi du Wessex Alfred le Grand.

## Biographie
Ealhswith est la fille d'Æthelred Mucel, ealdorman des Gaini, et de son épouse Eadburh. Elle a un frère, Æthelwulf, qui occupe également le rang d'ealdorman en Mercie dans les années 890 et dont la mort, en 901, est mentionnée dans la Chronique anglo-saxonne. Le moine Asser, auteur d'une biographie d'Alfred, précise qu'Eadburh est issue de la lignée des rois de Mercie, et une charte émise par Æthelwulf suggère qu'elle est la descendante du roi Cenwulf, mort en 821,.
Ealhswith épouse le prince Alfred en 868, trois ans avant qu'il monte sur le trône du Wessex. Le mariage semble avoir eu lieu à Sutton Courtenay, dans le Berkshire. À en juger par les chartes de son mari, où elle ne figure jamais comme témoin, elle ne semble pas avoir joué de rôle politique majeur, et elle ne porte pas plus le titre de « reine » que les épouses des précédents rois des Saxons de l'Ouest. Asser ne cite même pas son nom.
Alfred meurt en 899. Il lègue à son épouse la somme de cent livres, ainsi que les domaines de Wantage, Lambourn et Edington, dans le Berkshire et le Wiltshire. Tous trois sont chargés d'une grande importance symbolique : le premier est son lieu de naissance, les deux autres les sites de victoires qu'il a remportées sur les Vikings (Ashdown en 871 et Ethandun en 878). C'est vraisemblablement après la mort de son mari qu'Ealhswith fonde l'abbaye Sainte-Marie de Winchester, plus communément appelée « Nunnaminster ». La construction du monastère n'est achevée qu'après sa mort.
Ealhswith meurt trois ans après son mari, le 5 décembre 902. Elle est inhumée à ses côtés à Winchester, dans le New Minster fondé par leur fils Édouard.

## Descendance
Asser nomme cinq enfants d'Alfred et Ealhswith qui atteignent l'âge adulte, trois filles et deux fils :
- Æthelflæd (morte en 918), épouse l'ealdorman Æthelred de Mercie ;
- Édouard (mort en 924), roi du Wessex ;
- Æthelgifu, abbesse de Shaftesbury ;
- Ælfthryth (morte en 929), épouse le comte Baudouin II de Flandre ;
- Æthelweard (mort en 922).

Il mentionne également des enfants morts jeunes.

## Postérité
Ealhswith apparaît dans les Histoires saxonnes de Bernard Cornwell, série de romans historiques se déroulant sous le règne d'Alfred le Grand et de ses successeurs, ainsi que dans la série télévisée The Last Kingdom qui en est adaptée. Elle est interprétée par l'actrice anglaise Eliza Butterworth. L'intrigue prend des libertés avec la réalité historique puisqu'elle y survit à sa fille Æthelflæd, Dame des Merciens.